# Герб Арбузинського району
Герб Арбузи́нського райо́ну — офіційний символ Арбузинського району Миколаївської області, затверджений 22 червня 2007 року рішенням Арбузинської районної ради.
Автор — А. Ґречило.

## Опис
Гербовий щит заокруглений. Основне поле щита — золоте, обабіч синя права і зелена ліва боковини, кожна завширшки 1/4 ширини щита. На золотому полі три сині квітки волошки одна над одною.
Щит обрамлено золотим вінком з колосків і дубового листя й увінчано золотою стилізованою короною з трьох колосків і двох квіток соняшника. Вінок обвиває лазурова стрічка з написом у нижній частині золотими літерами «Арбузинський район».